# 克罗地亚独立国大屠杀

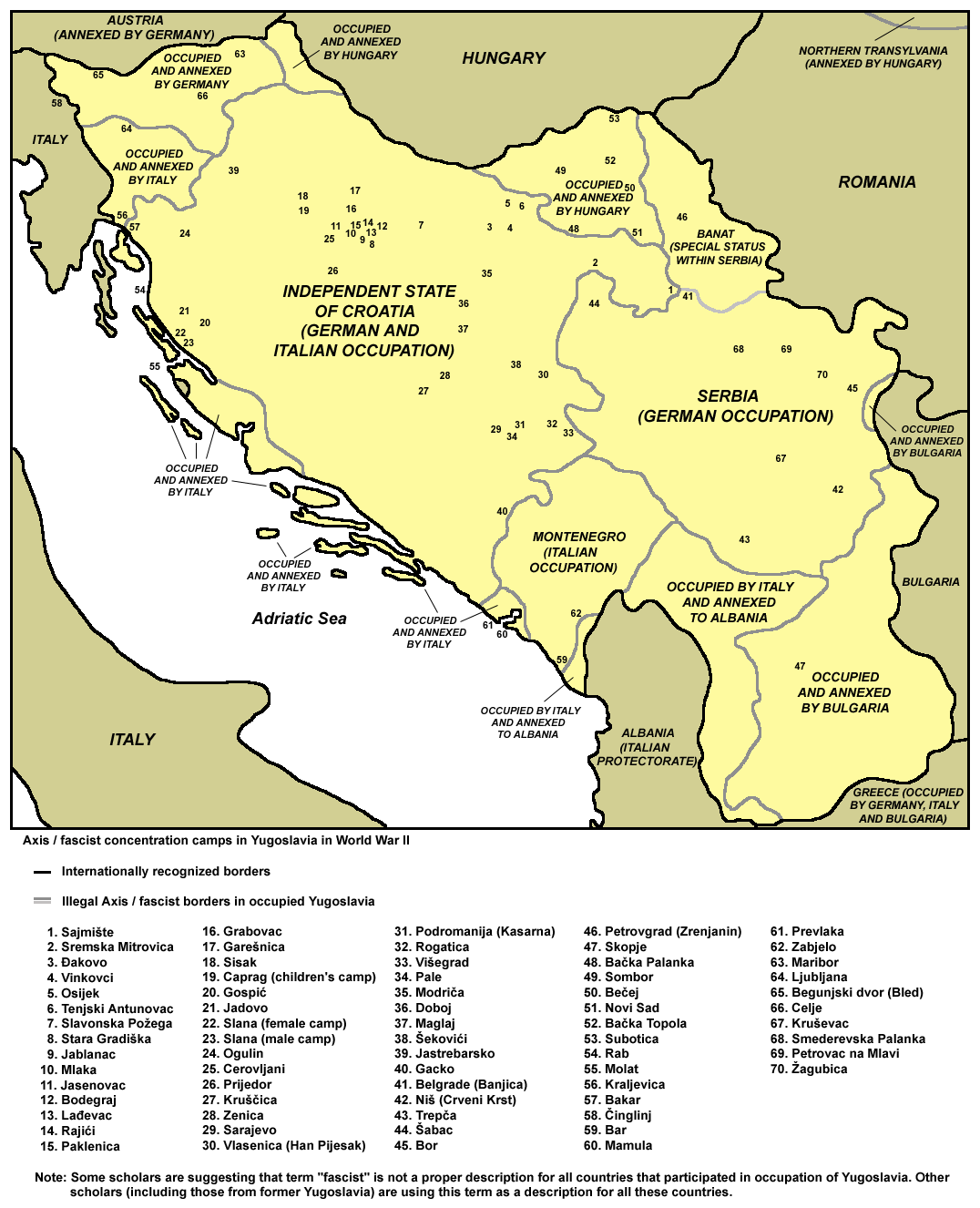
二战期间克罗地亚独立国建立在南斯拉夫营地上所有的集中营

克羅埃西亞獨立國大屠杀，指的是二战期间针对犹太人的种族灭绝，有时也被用来指代克罗地亚独立国时期纳粹政权对塞尔维亚人以及罗姆人的大屠杀（吞灭）。克罗地亚独立国（塞尔维亚-克罗地亚语：Nezavisna Država Hrvatska, NDH），二战期间纳粹的傀儡政权，由烏斯塔沙领导，其领土包括现代波斯尼亚和黑塞哥维那的整个地区以及斯雷姆（塞尔维亚）的东部，以及现代克罗地亚的大部分区域。1941 年，有 39000 名犹太人生活在 NDH。据美国大屠杀纪念馆统计，30000 多名犹太人在种族灭绝中被杀害，这其中有 6200 人被运往纳粹德国，其余人丧生在 NDH。大多数人在乌斯塔沙建立的集中营，如亚塞诺瓦茨集中营遇害。乌斯塔沙是二战期间欧洲唯一一个建立灭绝营以屠杀犹太人和其他种族为目的的 Quisling 组织。
少数幸存下来的 9000 名犹太人中，有一半加入了南斯拉夫人民解放军和游击队，也有部分人逃到了游击队控制的区域，以躲避屠杀。与拒绝接受犹太人的波兰本土军队和其他抵抗组织相反，南斯拉夫人民解放军和游击队对犹太人的到来很是欢迎。10 名南斯拉夫犹太人被评为民族英雄，这是二战最高奖项，其中包括来自克罗地亚的犹太人。在此期间，有克罗地亚平民也参与了拯救犹太人的工作。 截至 2020 年，已有 120 名克罗地亚人被公认为國際義人。